# Lophochernes nilgiricus
Espèce
Lophochernes nilgiricus est une espèce de pseudoscorpions de la famille des Cheliferidae.

## Distribution
Cette espèce est endémique d'Inde. Elle se rencontre vers Tiruchirappalli.

## Publication originale
- Murthy & Ananthakrishnan, 1977 : Indian Chelonethi. Oriental Insects Monographs, no 4, p. 1-210.